# Овсянниково (Желєзногорський район)
Овсянниково (рос. Овсянниково) — присілок в Желєзногорському районі Курської області Російської Федерації.
Населення становить 34 особи. Входить до складу муніципального утворення Нижньождановська сільрада.

## Історія
Населений пункт розташований на території українського етнічного та культурного краю Східна Слобожанщина.
Від 2004 року входить до складу муніципального утворення Нижньождановська сільрада.

## Населення
| 1862 | 1883 | 1905 | 1979 | 2002 | 2010 |
| ---- | ---- | ---- | ---- | ---- | ---- |
| 152  | ↗378 | ↗432 | ↘215 | ↘70  | ↘34  |